# Шаронов Михайло Андрійович
Миха́йло Андрі́йович Шаро́нов  (нар. 30 жовтня 1881, Бєлгород — пом. 30 грудня 1957) — український маляр і графік, педагог, професор, Заслужений діяч мистецтв УРСР.

## Біографія
Народився 30 жовтня 1881 року у Бєлгороді. Вихованець Московської школи живопису, скульптури й архітектури та Петербурзької Академії (1911 — 1915).
У 1925—1935 — викладав у Харківському художньому інституті;
У 1935—1957 — викладав у Київському художньому інституті (з 1937 — професор, з 1944—1951 — ректор Київського художнього інституту).
Був старанним колекціонером. Зібрав чимало офортів іспанського художника Гойї, 60 аркушів якого подарував Музею Ханенків в Києві.

Могила Михайла Шаронова

Помер в 30 грудня 1957 року. Похований в Києві на Лук'янівському цвинтарі (ділянка № 2; ряд 9, місце 22-1).

## Творчість
Портрети: Володимира Заболотного, Івана Кочерги, Максима Рильського, Михайла Стельмаха та інші.